# ATP Tour 2023
L'ATP Tour 2023 és el circuit de tennis professional masculí de l'any 2023 organitzat per l'ATP. La temporada inclou un total de 69 torneigs dividits en Grand Slams (organitzats per la ITF), ATP World Tour Masters 1000, sèries ATP World Tour 500, sèries ATP World Tour 250 i un ATP Finals. També s'inclou la disputa de la Copa Davis, l'United Cup i la Laver Cup. Els torneigs es disputen entre el 29 de desembre de 2022 i el 19 de novembre de 2023.

## Calendari
Taula sobre el calendari complet dels torneigs que pertanyen a la temporada 2023 de l'ATP Tour. També s'inclouen els vencedors dels quadres individuals i dobles de cada torneig.
| Llegenda                           |
| ---------------------------------- |
| Grand Slam                         |
| ATP World Tour Finals / ATP Finals |
| ATP World Tour Masters 1000        |
| ATP World Tour 500                 |
| ATP World Tour 250                 |
| Esdeveniments per equips           |

| Data d'inici          | Torneig                         | Superfície   | Guanyador/s | Finalista/es |
| --------------------- | ------------------------------- | ------------ | --- | --- |
| 29 de desembre (2022) | United Cup                      | Dura         | Estats Units: Taylor Fritz, Jessica Pegula, Frances Tiafoe, Madison Keys, Denis Kudla, Alycia Parks, Hunter Reese, Desirae Krawczyk | Itàlia: Matteo Berrettini, Martina Trevisan, Lorenzo Musetti, Lucia Bronzetti, Andrea Vavassori, Camilla Rosatello, Marco Bortolotti |
| 2 de gener            | Adelaida (I)                    | Dura         | Novak Đoković | Sebastian Korda |
| 2 de gener            | Adelaida (I)                    | Dura         | Lloyd Glasspool / Harri Heliövaara                                                                                                  | Jamie Murray / Michael Venus |
| 2 de gener            | Poona                           | Dura         | Tallon Griekspoor | Benjamin Bonzi |
| 2 de gener            | Poona                           | Dura         | Sander Gillé / Joran Vliegen | Sriram Balaji / Jeevan Nedunchezhiyan                                                                                                |
| 9 de gener            | Auckland                        | Dura         | Richard Gasquet | Cameron Norrie |
| 9 de gener            | Auckland                        | Dura         | Nikola Mektić / Mate Pavić | Nathaniel Lammons / Jackson Withrow                                                                                                  |
| 9 de gener            | Adelaida (II)                   | Dura         | Kwon Soon-woo | Roberto Bautista Agut |
| 9 de gener            | Adelaida (II)                   | Dura         | Marcelo Arévalo / Jean-Julien Rojer                                                                                                 | Ivan Dodig / Austin Krajicek |
| 16 de gener           | Open d'Austràlia                | Dura         | Novak Đoković | Stéfanos Tsitsipàs |
| 16 de gener           | Open d'Austràlia                | Dura         | Rinky Hijikata / Jason Kubler | Hugo Nys / Jan Zieliński |
| 16 de gener           | Open d'Austràlia                | Dura         | Luisa Stefani / Rafael Matos | Sania Mirza / Rohan Bopanna |
| 30 de gener           | Copa Davis (Fase classificació) |              | | |
| 6 de febrer           | Dallas                          | Dura (i)     | Wu Yibing | John Isner |
| 6 de febrer           | Dallas                          | Dura (i)     | Jamie Murray / Michael Venus | Nathaniel Lammons / Jackson Withrow                                                                                                  |
| 6 de febrer           | Montpeller                      | Dura (i)     | Jannik Sinner | Maxime Cressy |
| 6 de febrer           | Montpeller                      | Dura (i)     | Robin Haase / Matwé Middelkoop | Maxime Cressy / Albano Olivetti |
| 6 de febrer           | Córdoba                         | Terra batuda | Sebastián Báez | Federico Coria |
| 6 de febrer           | Córdoba                         | Terra batuda | Máximo González / Andrés Molteni | Sadio Doumbia / Fabien Reboul |
| 13 de febrer          | Rotterdam                       | Dura (i)     | Daniïl Medvédev | Jannik Sinner |
| 13 de febrer          | Rotterdam                       | Dura (i)     | Ivan Dodig / Austin Krajicek | Rohan Bopanna / Matthew Ebden |
| 13 de febrer          | Delray Beach                    | Dura         | Taylor Fritz | Miomir Kecmanović |
| 13 de febrer          | Delray Beach                    | Dura         | Marcelo Arévalo / Jean-Julien Rojer                                                                                                 | Rinky Hijikata / Reese Stalder |
| 13 de febrer          | Buenos Aires                    | Terra batuda | Carlos Alcaraz | Cameron Norrie |
| 13 de febrer          | Buenos Aires                    | Terra batuda | Simone Bolelli / Fabio Fognini | Nicolás Barrientos / Ariel Behar |
| 20 de febrer          | Rio de Janeiro                  | Terra batuda | Cameron Norrie | Carlos Alcaraz |
| 20 de febrer          | Rio de Janeiro                  | Terra batuda | Máximo González / Andrés Molteni | Juan Sebastián Cabal / Marcelo Melo                                                                                                  |
| 20 de febrer          | Doha                            | Dura         | Daniïl Medvédev | Andy Murray |
| 20 de febrer          | Doha                            | Dura         | Rohan Bopanna / Matthew Ebden | Constant Lestienne / Botic van de Zandschulp                                                                                         |
| 20 de febrer          | Marsella                        | Dura (i)     | Hubert Hurkacz | Benjamin Bonzi |
| 20 de febrer          | Marsella                        | Dura (i)     | Santiago González / Édouard Roger-Vasselin                                                                                          | Nicolas Mahut / Fabrice Martin |
| 27 de febrer          | Dubai                           | Dura         | Daniïl Medvédev | Andrei Rubliov |
| 27 de febrer          | Dubai                           | Dura         | Maxime Cressy / Fabrice Martin | Lloyd Glasspool / Harri Heliövaara                                                                                                   |
| 27 de febrer          | Acapulco                        | Dura         | Alex de Minaur | Tommy Paul |
| 27 de febrer          | Acapulco                        | Dura         | Alexander Erler / Lucas Miedler | Nathaniel Lammons / Jackson Withrow                                                                                                  |
| 27 de febrer          | Santiago                        | Terra batuda | Nicolás Jarry | Tomás Martín Etcheverry |
| 27 de febrer          | Santiago                        | Terra batuda | Andrea Pellegrino / Andrea Vavassori                                                                                                | Thiago Seyboth Wild / Matías Soto |
| 8 de març             | Indian Wells                    | Dura         | Carlos Alcaraz | Daniïl Medvédev |
| 8 de març             | Indian Wells                    | Dura         | Rohan Bopanna / Matthew Ebden | Wesley Koolhof / Neal Skupski |
| 22 de març            | Miami                           | Dura         | Daniïl Medvédev | Jannik Sinner |
| 22 de març            | Miami                           | Dura         | Santiago González / Édouard Roger-Vasselin                                                                                          | Austin Krajicek / Nicolas Mahut |
| 3 d'abril             | Houston                         | Terra batuda | Frances Tiafoe | Tomás Martín Etcheverry |
| 3 d'abril             | Houston                         | Terra batuda | Max Purcell / Jordan Thompson | Julian Cash / Henry Patten |
| 3 d'abril             | Marràqueix                      | Terra batuda | Roberto Carballés Baena | Alexandre Müller |
| 3 d'abril             | Marràqueix                      | Terra batuda | Marcelo Demoliner / Andrea Vavassori                                                                                                | Alexander Erler / Lucas Miedler |
| 3 d'abril             | Estoril                         | Terra batuda | Casper Ruud | Miomir Kecmanovic |
| 3 d'abril             | Estoril                         | Terra batuda | Sander Gillé / Joran Vliegen | Nikola Ćaćić / Miomir Kecmanović |
| 9 d'abril             | Montecarlo                      | Terra batuda | Andrei Rubliov | Holger Rune |
| 9 d'abril             | Montecarlo                      | Terra batuda | Ivan Dodig / Austin Krajicek | Romain Arneodo / Tristan-Samuel Weissborn                                                                                            |
| 17 d'abril            | Barcelona                       | Terra batuda | Carlos Alcaraz | Stéfanos Tsitsipàs |
| 17 d'abril            | Barcelona                       | Terra batuda | Máximo González / Andrés Molteni | Wesley Koolhof / Neal Skupski |
| 17 d'abril            | Banja Luka                      | Terra batuda | Dušan Lajović | Andrei Rubliov |
| 17 d'abril            | Banja Luka                      | Terra batuda | Jamie Murray / Michael Venus | Francisco Cabral / Aleksandr Nedovyesov                                                                                              |
| 17 d'abril            | Múnic                           | Terra batuda | Holger Rune | Botic van de Zandschulp |
| 17 d'abril            | Múnic                           | Terra batuda | Alexander Erler / Lucas Miedler | Kevin Krawietz / Tim Pütz |
| 26 d'abril            | Madrid                          | Terra batuda | Carlos Alcaraz | Jan-Lennard Struff |
| 26 d'abril            | Madrid                          | Terra batuda | Karén Khatxànov / Andrei Rubliov | Rohan Bopanna / Matthew Ebden |
| 10 de maig            | Roma                            | Terra batuda | Daniïl Medvédev | Holger Rune |
| 10 de maig            | Roma                            | Terra batuda | Hugo Nys / Jan Zieliński | Robin Haase / Botic van de Zandschulp                                                                                                |
| 21 de maig            | Ginebra                         | Terra batuda | Nicolás Jarry | Grigor Dimitrov |
| 21 de maig            | Ginebra                         | Terra batuda | Jamie Murray / Michael Venus | Marcel Granollers / Horacio Zeballos                                                                                                 |
| 21 de maig            | Lió                             | Terra batuda | Arthur Fils | Francisco Cerúndolo |
| 21 de maig            | Lió                             | Terra batuda | Rajeev Ram / Joe Salisbury | Nicolas Mahut / Matwé Middelkoop |
| 28 de maig            | Roland Garros                   | Terra batuda | Novak Đoković | Casper Ruud |
| 28 de maig            | Roland Garros                   | Terra batuda | Ivan Dodig / Austin Krajicek | Sander Gillé / Joran Vliegen |
| 28 de maig            | Roland Garros                   | Terra batuda | Miyu Kato / Tim Pütz | Bianca Andreescu / Michael Venus |
| 12 de juny            | Stuttgart                       | Gespa        | Frances Tiafoe | Jan-Lennard Struff |
| 12 de juny            | Stuttgart                       | Gespa        | Nikola Mektić / Mate Pavić | Kevin Krawietz / Tim Pütz |
| 12 de juny            | 's-Hertogenbosch                | Gespa        | Tallon Griekspoor | Jordan Thompson |
| 12 de juny            | 's-Hertogenbosch                | Gespa        | Wesley Koolhof / Neal Skupski | Gonzalo Escobar / Aleksandr Nedovyesov                                                                                               |
| 19 de juny            | Londres                         | Gespa        | Carlos Alcaraz | Alex de Minaur |
| 19 de juny            | Londres                         | Gespa        | Ivan Dodig / Austin Krajicek | Taylor Fritz / Jiří Lehečka |
| 19 de juny            | Halle                           | Gespa        | Alexander Bublik | Andrei Rubliov |
| 19 de juny            | Halle                           | Gespa        | Marcelo Melo / John Peers | Simone Bolelli / Andrea Vavassori |
| 26 de juny            | Mallorca                        | Gespa        | Christopher Eubanks | Adrian Mannarino |
| 26 de juny            | Mallorca                        | Gespa        | Yuki Bhambri / Lloyd Harris | Robin Haase / Philipp Oswald |
| 26 de juny            | Eastbourne                      | Gespa        | Francisco Cerúndolo | Tommy Paul |
| 26 de juny            | Eastbourne                      | Gespa        | Nikola Mektić / Mate Pavić | Ivan Dodig / Austin Krajicek |
| 3 de juliol           | Wimbledon                       | Gespa        | Carlos Alcaraz | Novak Đoković |
| 3 de juliol           | Wimbledon                       | Gespa        | Wesley Koolhof / Neal Skupski | Marcel Granollers / Horacio Zeballos                                                                                                 |
| 3 de juliol           | Wimbledon                       | Gespa        | Liudmila Kitxenok / Mate Pavić | Xu Yifan / Joran Vliegen |
| 17 de juliol          | Hopman Cup                      | Terra batuda | Croàcia: Donna Vekić, Borna Ćorić                                                                                                   | Suïssa: Céline Naef, Leandro Riedi                                                                                                   |
| 17 de juliol          | Newport                         | Gespa        | Adrian Mannarino | Alex Michelsen |
| 17 de juliol          | Newport                         | Gespa        | Nathaniel Lammons / Jackson Withrow                                                                                                 | William Blumberg / Max Purcell |
| 17 de juliol          | Gstaad                          | Terra batuda | Pedro Cachin | Albert Ramos Viñolas |
| 17 de juliol          | Gstaad                          | Terra batuda | Dominic Stricker / Stan Wawrinka | Marcelo Demoliner / Matwé Middelkoop                                                                                                 |
| 17 de juliol          | Båstad                          | Terra batuda | Andrei Rubliov | Casper Ruud |
| 17 de juliol          | Båstad                          | Terra batuda | Gonzalo Escobar / Aleksandr Nedovyesov                                                                                              | Francisco Cabral / Rafael Matos |
| 24 de juliol          | Hamburg                         | Terra batuda | Alexander Zverev | Laslo Djere |
| 24 de juliol          | Hamburg                         | Terra batuda | Kevin Krawietz / Tim Pütz | Sander Gillé / Joran Vliegen |
| 24 de juliol          | Atlanta                         | Dura         | Taylor Fritz | Aleksandar Vukic |
| 24 de juliol          | Atlanta                         | Dura         | Nathaniel Lammons / Jackson Withrow                                                                                                 | Max Purcell / Max Purcell |
| 24 de juliol          | Umag                            | Terra batuda | Alexei Popyrin | Stan Wawrinka |
| 24 de juliol          | Umag                            | Terra batuda | Blaž Rola / Nino Serdarušić | Simone Bolelli / Andrea Vavassori |
| 31 de juliol          | Washington DC                   | Dura         | Dan Evans | Tallon Griekspoor |
| 31 de juliol          | Washington DC                   | Dura         | Máximo González / Andrés Molteni | Mackenzie McDonald / Ben Shelton |
| 31 de juliol          | Los Cabos                       | Dura         | Stéfanos Tsitsipàs | Alex de Minaur |
| 31 de juliol          | Los Cabos                       | Dura         | Santiago González / Édouard Roger-Vasselin                                                                                          | Andrew Harris / Dominik Köpfer |
| 31 de juliol          | Kitzbühel                       | Terra batuda | Sebastián Báez | Dominic Thiem |
| 31 de juliol          | Kitzbühel                       | Terra batuda | Alexander Erler / Lucas Miedler | Gonzalo Escobar / leksandr Nedovyesov                                                                                                |
| 7 d'agost             | Toronto                         | Dura         | Jannik Sinner | Alex de Minaur |
| 7 d'agost             | Toronto                         | Dura         | Marcelo Arévalo / Jean-Julien Rojer                                                                                                 | Rajeev Ram / Joe Salisbury |
| 13 d'agost            | Cincinnati                      | Dura         | Novak Đoković | Carlos Alcaraz |
| 13 d'agost            | Cincinnati                      | Dura         | Máximo González / Andrés Molteni | Jamie Murray / Michael Venus |
| 20 d'agost            | Winston-Salem                   | Dura         | Sebastián Báez | Jiří Lehečka |
| 20 d'agost            | Winston-Salem                   | Dura         | Nathaniel Lammons / Jackson Withrow                                                                                                 | Lloyd Glasspool / Neal Skupski |
| 28 d'agost            | US Open                         | Dura         | Novak Đoković | Daniïl Medvédev |
| 28 d'agost            | US Open                         | Dura         | Rajeev Ram / Joe Salisbury | Rohan Bopanna / Matthew Ebden |
| 28 d'agost            | US Open                         | Dura         | Anna Danilina / Harri Heliövaara | Jessica Pegula / Austin Krajicek |
| 11 de setembre        | Davis Cup Finals (Fase grups)   | Dura (i)     | | |
| 18 de setembre        | Chengdu                         | Dura         | Alexander Zverev | Roman Safiullin |
| 18 de setembre        | Chengdu                         | Dura         | Sadio Doumbia / Fabien Reboul | Francisco Cabral / Rafael Matos |
| 18 de setembre        | Zhuhai                          | Dura         | Karén Khatxànov | Yoshihito Nishioka |
| 18 de setembre        | Zhuhai                          | Dura         | Jamie Murray / Michael Venus | Nathaniel Lammons / Jackson Withrow                                                                                                  |
| 18 de setembre        | Laver Cup (Vancouver)           | Dura (i)     | Equip Món | Equip Europa |
| 25 de setembre        | Astanà                          | Dura (i)     | Adrian Mannarino | Sebastian Korda |
| 25 de setembre        | Astanà                          | Dura (i)     | Nathaniel Lammons / Jackson Withrow                                                                                                 | Mate Pavić / John Peers |
| 25 de setembre        | Pequín                          | Dura         | Jannik Sinner | Daniïl Medvédev |
| 25 de setembre        | Pequín                          | Dura         | Ivan Dodig / Austin Krajicek | Wesley Koolhof / Neal Skupski |
| 2 d'octubre           | Xangai                          | Dura         | Hubert Hurkacz | Andrei Rubliov |
| 2 d'octubre           | Xangai                          | Dura         | Marcel Granollers / Horacio Zeballos                                                                                                | Rohan Bopanna / Matthew Ebden |
| 16 d'octubre          | Tòquio                          | Dura         | Ben Shelton | Aslan Karatsev |
| 16 d'octubre          | Tòquio                          | Dura         | Rinky Hijikata / Max Purcell | Jamie Murray / Michael Venus |
| 16 d'octubre          | Estocolm                        | Dura (i)     | Gaël Monfils | Pavel Kotov |
| 16 d'octubre          | Estocolm                        | Dura (i)     | Andrey Golubev / Denys Molchanov | Yuki Bhambri / Julian Cash |
| 16 d'octubre          | Anvers                          | Dura (i)     | Alexander Bublik | Arthur Fils |
| 16 d'octubre          | Anvers                          | Dura (i)     | Petros Tsitsipas / Stéfanos Tsitsipàs                                                                                               | Ariel Behar / Adam Pavlásek |
| 23 d'octubre          | Viena                           | Dura (i)     | Jannik Sinner | Daniïl Medvédev |
| 23 d'octubre          | Viena                           | Dura (i)     | Rajeev Ram / Joe Salisbury | Nathaniel Lammons / Jackson Withrow                                                                                                  |
| 23 d'octubre          | Basilea                         | Dura (i)     | Félix Auger-Aliassime | Hubert Hurkacz |
| 23 d'octubre          | Basilea                         | Dura (i)     | Santiago González / Édouard Roger-Vasselin                                                                                          | Hugo Nys / Jan Zieliński |
| 30 d'octubre          | París                           | Dura (i)     | Novak Đoković | Grigor Dimitrov |
| 30 d'octubre          | París                           | Dura (i)     | Santiago González / Édouard Roger-Vasselin                                                                                          | Rohan Bopanna / Matthew Ebden |
| 5 de novembre         | Tel-Aviv                        | Dura (i)     | Torneig suspès pel conflicte palestino-israelià.                                                                                    | Torneig suspès pel conflicte palestino-israelià.                                                                                     |
| 5 de novembre         | Sofia                           | Dura (i)     | Adrian Mannarino | Jack Draper |
| 5 de novembre         | Sofia                           | Dura (i)     | Gonzalo Escobar / Aleksandr Nedovyesov                                                                                              | Julian Cash / Nikola Mektić |
| 5 de novembre         | Metz                            | Dura (i)     | Ugo Humbert | Alexander Shevchenko |
| 5 de novembre         | Metz                            | Dura (i)     | Hugo Nys / Jan Zieliński | Constantin Frantzen / Hendrik Jebens                                                                                                 |
| 12 de novembre        | ATP Finals (Torí)               | Dura (i)     | Novak Đoković | Jannik Sinner |
| 12 de novembre        | ATP Finals (Torí)               | Dura (i)     | Rajeev Ram / Joe Salisbury | Marcel Granollers / Horacio Zeballos                                                                                                 |
| 21 de novembre        | Davis Cup Finals (fase final)   | Dura (i)     | Itàlia: Matteo Arnaldi, Simone Bolelli, Lorenzo Musetti, Jannik Sinner, Lorenzo Sonego                                              | Austràlia: Matthew Ebden, Alex de Minaur, Alexei Popyrin, Max Purcell, Jordan Thompson                                               |
| 28 de novembre        | Next Gen ATP Finals (Jiddah)    | Dura (i)     | Hamad Medjedovic | Arthur Fils |

## Estadístiques
La següent taula mostra el nombre de títols aconseguits de forma individual (I), dobles (D) i dobles mixts (X) aconseguits per cada tennista i també per països durant la temporada 2023. Els torneigs estan classificats segons la seva categoria dins el calendari ATP Tour 2023: Grand Slams, ATP Finals, ATP Tour Masters 1000, sèries ATP Tour 500 i sèries ATP Tour 250. L'ordre del jugadors s'ha establert a partir del nombre total de títols i llavors segons la categoria dels títols.

### Títols per tennista
| Total | Tennista                | Grand Slams | Grand Slams | Grand Slams | ATP Finals | ATP Finals | ATP Tour Masters 1000 | ATP Tour Masters 1000 | ATP Tour 500 | ATP Tour 500 | ATP Tour 250 | ATP Tour 250 | Resum | Resum | Resum |
| Total | Tennista                | I           | D           | X           | I          | D          | I                     | D                     | I            | D            | I            | D            | I     | D     | X     |
| ----- | ----------------------- | ----------- | ----------- | ----------- | ---------- | ---------- | --------------------- | --------------------- | ------------ | ------------ | ------------ | ------------ | ----- | ----- | ----- |
| 7     | Novak Đoković           | ●           |             |             | ●          |            | ●                     |                       |              |              | ●            |              | 7     | 0     | 0     |
| 6     | Carlos Alcaraz          | ●           |             |             |            |            | ●                     |                       | ●            |              | ●            |              | 6     | 0     | 0     |
| 5     | Ivan Dodig              |             | ●           |             |            |            |                       | ●                     |              | ●            |              |              | 0     | 5     | 0     |
| 5     | Austin Krajicek         |             | ●           |             |            |            |                       | ●                     |              | ●            |              |              | 0     | 5     | 0     |
| 5     | Daniïl Medvédev         |             |             |             |            |            | ●                     |                       | ●            |              | ●            |              | 5     | 0     | 0     |
| 5     | Santiago González       |             |             |             |            |            |                       | ●                     |              | ●            |              | ●            | 0     | 5     | 0     |
| 5     | Édouard Roger-Vasselin  |             |             |             |            |            |                       | ●                     |              | ●            |              | ●            | 0     | 5     | 0     |
| 5     | Máximo González         |             |             |             |            |            |                       | ●                     |              | ●            |              | ●            | 0     | 5     | 0     |
| 5     | Andrés Molteni          |             |             |             |            |            |                       | ●                     |              | ●            |              | ●            | 0     | 5     | 0     |
| 4     | Rajeev Ram              |             | ●           |             |            | ●          |                       |                       |              | ●            |              | ●            | 0     | 3     | 0     |
| 4     | Joe Salisbury           |             | ●           |             |            | ●          |                       |                       |              | ●            |              | ●            | 0     | 3     | 0     |
| 4     | Mate Pavić              |             |             | ●           |            |            |                       |                       |              |              |              | ●            | 0     | 3     | 1     |
| 4     | Jannik Sinner           |             |             |             |            |            | ●                     |                       | ●            |              | ●            |              | 4     | 0     | 0     |
| 4     | Nathaniel Lammons       |             |             |             |            |            |                       |                       |              |              |              | ●            | 0     | 4     | 0     |
| 4     | Jamie Murray            |             |             |             |            |            |                       |                       |              |              |              | ●            | 0     | 4     | 0     |
| 4     | Michael Venus           |             |             |             |            |            |                       |                       |              |              |              | ●            | 0     | 4     | 0     |
| 4     | Jackson Withrow         |             |             |             |            |            |                       |                       |              |              |              | ●            | 0     | 4     | 0     |
| 3     | Andrei Rubliov          |             |             |             |            |            | ●                     | ●                     |              |              | ●            |              | 2     | 1     | 0     |
| 3     | Marcelo Arévalo         |             |             |             |            |            |                       | ●                     |              |              |              | ●            | 0     | 3     | 0     |
| 3     | Jean-Julien Rojer       |             |             |             |            |            |                       | ●                     |              |              |              | ●            | 0     | 3     | 0     |
| 3     | Alexander Erler         |             |             |             |            |            |                       |                       |              | ●            |              | ●            | 0     | 3     | 0     |
| 3     | Lucas Miedler           |             |             |             |            |            |                       |                       |              | ●            |              | ●            | 0     | 3     | 0     |
| 3     | Sebastián Báez          |             |             |             |            |            |                       |                       |              |              | ●            |              | 3     | 0     | 0     |
| 3     | Adrian Mannarino        |             |             |             |            |            |                       |                       |              |              | ●            |              | 3     | 0     | 0     |
| 3     | Nikola Mektić           |             |             |             |            |            |                       |                       |              |              |              | ●            | 0     | 3     | 0     |
| 2     | Rinky Hijikata          |             | ●           |             |            |            |                       |                       |              | ●            |              |              | 0     | 2     | 0     |
| 2     | Tim Pütz                |             |             | ●           |            |            |                       |                       |              | ●            |              |              | 0     | 1     | 1     |
| 2     | Wesley Koolhof          |             | ●           |             |            |            |                       |                       |              |              |              | ●            | 0     | 2     | 0     |
| 2     | Neal Skupski            |             | ●           |             |            |            |                       |                       |              |              |              | ●            | 0     | 2     | 0     |
| 2     | Harri Heliövaara        |             |             | ●           |            |            |                       |                       |              |              |              | ●            | 0     | 1     | 1     |
| 2     | Hubert Hurkacz          |             |             |             |            |            | ●                     |                       |              |              | ●            |              | 2     | 0     | 0     |
| 2     | Karén Khatxànov         |             |             |             |            |            |                       | ●                     |              |              | ●            |              | 1     | 1     | 0     |
| 2     | Rohan Bopanna           |             |             |             |            |            |                       | ●                     |              |              |              | ●            | 0     | 2     | 0     |
| 2     | Matthew Ebden           |             |             |             |            |            |                       | ●                     |              |              |              | ●            | 0     | 2     | 0     |
| 2     | Hugo Nys                |             |             |             |            |            |                       | ●                     |              |              |              | ●            | 0     | 2     | 0     |
| 2     | Jan Zieliński           |             |             |             |            |            |                       | ●                     |              |              |              | ●            | 0     | 2     | 0     |
| 2     | Alexander Bublik        |             |             |             |            |            |                       |                       | ●            |              | ●            |              | 2     | 0     | 0     |
| 2     | Alexander Zverev        |             |             |             |            |            |                       |                       | ●            |              | ●            |              | 1     | 0     | 0     |
| 2     | Max Purcell             |             |             |             |            |            |                       |                       |              | ●            |              | ●            | 0     | 2     | 0     |
| 2     | Taylor Fritz            |             |             |             |            |            |                       |                       |              |              | ●            |              | 2     | 0     | 0     |
| 2     | Tallon Griekspoor       |             |             |             |            |            |                       |                       |              |              | ●            |              | 2     | 0     | 0     |
| 2     | Nicolás Jarry           |             |             |             |            |            |                       |                       |              |              | ●            |              | 2     | 0     | 0     |
| 2     | Frances Tiafoe          |             |             |             |            |            |                       |                       |              |              | ●            |              | 2     | 0     | 0     |
| 2     | Stéfanos Tsitsipàs      |             |             |             |            |            |                       |                       |              |              | ●            | ●            | 1     | 1     | 0     |
| 2     | Gonzalo Escobar         |             |             |             |            |            |                       |                       |              |              |              | ●            | 0     | 2     | 0     |
| 2     | Sander Gillé            |             |             |             |            |            |                       |                       |              |              |              | ●            | 0     | 2     | 0     |
| 2     | Aleksandr Nedovyesov    |             |             |             |            |            |                       |                       |              |              |              | ●            | 0     | 2     | 0     |
| 2     | Andrea Vavassori        |             |             |             |            |            |                       |                       |              |              |              | ●            | 0     | 2     | 0     |
| 2     | Joran Vliegen           |             |             |             |            |            |                       |                       |              |              |              | ●            | 0     | 2     | 0     |
| 1     | Jason Kubler            |             | ●           |             |            |            |                       |                       |              |              |              |              | 0     | 1     | 0     |
| 1     | Rafael Matos            |             |             | ●           |            |            |                       |                       |              |              |              |              | 0     | 0     | 1     |
| 1     | Hamad Medjedovic        |             |             |             | ●          |            |                       |                       |              |              |              |              | 0     | 0     | 1     |
| 1     | Marcel Granollers       |             |             |             |            |            |                       | ●                     |              |              |              |              | 0     | 1     | 0     |
| 1     | Horacio Zeballos        |             |             |             |            |            |                       | ●                     |              |              |              |              | 0     | 1     | 0     |
| 1     | Félix Auger-Aliassime   |             |             |             |            |            |                       |                       | ●            |              |              |              | 1     | 0     | 0     |
| 1     | Dan Evans               |             |             |             |            |            |                       |                       | ●            |              |              |              | 1     | 0     | 0     |
| 1     | Alex de Minaur          |             |             |             |            |            |                       |                       | ●            |              |              |              | 1     | 0     | 0     |
| 1     | Cameron Norrie          |             |             |             |            |            |                       |                       | ●            |              |              |              | 1     | 0     | 0     |
| 1     | Ben Shelton             |             |             |             |            |            |                       |                       | ●            |              |              |              | 1     | 0     | 0     |
| 1     | Maxime Cressy           |             |             |             |            |            |                       |                       |              | ●            |              |              | 0     | 1     | 0     |
| 1     | Kevin Krawietz          |             |             |             |            |            |                       |                       |              | ●            |              |              | 0     | 1     | 0     |
| 1     | Fabrice Martin          |             |             |             |            |            |                       |                       |              | ●            |              |              | 0     | 1     | 0     |
| 1     | Marcelo Melo            |             |             |             |            |            |                       |                       |              | ●            |              |              | 0     | 1     | 0     |
| 1     | John Peers              |             |             |             |            |            |                       |                       |              | ●            |              |              | 0     | 1     | 0     |
| 1     | Pedro Cachin            |             |             |             |            |            |                       |                       |              |              | ●            |              | 1     | 0     | 0     |
| 1     | Roberto Carballés Baena |             |             |             |            |            |                       |                       |              |              | ●            |              | 1     | 0     | 0     |
| 1     | Francisco Cerúndolo     |             |             |             |            |            |                       |                       |              |              | ●            |              | 1     | 0     | 0     |
| 1     | Christopher Eubanks     |             |             |             |            |            |                       |                       |              |              | ●            |              | 1     | 0     | 0     |
| 1     | Arthur Fils             |             |             |             |            |            |                       |                       |              |              | ●            |              | 1     | 0     | 0     |
| 1     | Richard Gasquet         |             |             |             |            |            |                       |                       |              |              | ●            |              | 1     | 0     | 0     |
| 1     | Kwon Soon-wo            |             |             |             |            |            |                       |                       |              |              | ●            |              | 1     | 0     | 0     |
| 1     | Dušan Lajović           |             |             |             |            |            |                       |                       |              |              | ●            |              | 1     | 0     | 0     |
| 1     | Gaël Monfils            |             |             |             |            |            |                       |                       |              |              | ●            |              | 1     | 0     | 0     |
| 1     | Alexei Popyrin          |             |             |             |            |            |                       |                       |              |              | ●            |              | 1     | 0     | 0     |
| 1     | Holger Rune             |             |             |             |            |            |                       |                       |              |              | ●            |              | 1     | 0     | 0     |
| 1     | Casper Ruud             |             |             |             |            |            |                       |                       |              |              | ●            |              | 1     | 0     | 0     |
| 1     | Wu Yibing               |             |             |             |            |            |                       |                       |              |              | ●            |              | 1     | 0     | 0     |
| 1     | Yuki Bhambri            |             |             |             |            |            |                       |                       |              |              |              | ●            | 0     | 1     | 0     |
| 1     | Simone Bolelli          |             |             |             |            |            |                       |                       |              |              |              | ●            | 0     | 1     | 0     |
| 1     | Marcelo Demoliner       |             |             |             |            |            |                       |                       |              |              |              | ●            | 0     | 1     | 0     |
| 1     | Sadio Doumbia           |             |             |             |            |            |                       |                       |              |              |              | ●            | 0     | 1     | 0     |
| 1     | Fabio Fognini           |             |             |             |            |            |                       |                       |              |              |              | ●            | 0     | 1     | 0     |
| 1     | Lloyd Glasspool         |             |             |             |            |            |                       |                       |              |              |              | ●            | 0     | 1     | 0     |
| 1     | Andrey Golubev          |             |             |             |            |            |                       |                       |              |              |              | ●            | 0     | 1     | 0     |
| 1     | Robin Haase             |             |             |             |            |            |                       |                       |              |              |              | ●            | 0     | 1     | 0     |
| 1     | Lloyd Harris            |             |             |             |            |            |                       |                       |              |              |              | ●            | 0     | 1     | 0     |
| 1     | Ugo Humbert             |             |             |             |            |            |                       |                       |              |              |              | ●            | 0     | 1     | 0     |
| 1     | Matwé Middelkoop        |             |             |             |            |            |                       |                       |              |              |              | ●            | 0     | 1     | 0     |
| 1     | Denys Molchanov         |             |             |             |            |            |                       |                       |              |              |              | ●            | 0     | 1     | 0     |
| 1     | Andrea Pellegrino       |             |             |             |            |            |                       |                       |              |              |              | ●            | 0     | 1     | 0     |
| 1     | Fabien Reboul           |             |             |             |            |            |                       |                       |              |              |              | ●            | 0     | 1     | 0     |
| 1     | Blaž Rola               |             |             |             |            |            |                       |                       |              |              |              | ●            | 0     | 1     | 0     |
| 1     | Nino Serdarušić         |             |             |             |            |            |                       |                       |              |              |              | ●            | 0     | 1     | 0     |
| 1     | Dominic Stricker        |             |             |             |            |            |                       |                       |              |              |              | ●            | 0     | 1     | 0     |
| 1     | Jordan Thompson         |             |             |             |            |            |                       |                       |              |              |              | ●            | 0     | 1     | 0     |
| 1     | Petros Tsitsipas        |             |             |             |            |            |                       |                       |              |              |              | ●            | 0     | 1     | 0     |
| 1     | Stan Wawrinka           |             |             |             |            |            |                       |                       |              |              |              | ●            | 0     | 1     | 0     |

### Títols per país
| Total | País            | Grand Slams | Grand Slams | Grand Slams | ATP Finals | ATP Finals | ATP Tour Masters 1000 | ATP Tour Masters 1000 | ATP Tour 500 | ATP Tour 500 | ATP Tour 250 | ATP Tour 250 | Resum | Resum | Resum |
| Total | País            | I           | D           | X           | I          | D          | I                     | D                     | I            | D            | I            | D            | I     | D     | X     |
| ----- | --------------- | ----------- | ----------- | ----------- | ---------- | ---------- | --------------------- | --------------------- | ------------ | ------------ | ------------ | ------------ | ----- | ----- | ----- |
| 19    | Estats Units    |             | 2           |             |            | 1          |                       | 1                     | 1            | 4            | 5            | 5            | 6     | 13    | 0     |
| 14    | França          |             |             |             |            |            |                       | 2                     |              | 2            | 7            | 3            | 7     | 7     | 0     |
| 13    | Regne Unit      |             | 2           |             |            | 1          |                       |                       | 2            | 1            |              | 7            | 2     | 11    | 0     |
| 11    | Argentina       |             |             |             |            |            |                       | 2                     |              | 3            | 5            | 1            | 5     | 6     | 0     |
| 10    | Croàcia         |             | 1           | 1           |            |            |                       | 1                     |              | 3            |              | 4            | 0     | 9     | 1     |
| 9     | Sèrbia          | 3           |             |             | 2          |            | 2                     |                       |              |              | 2            |              | 9     | 0     | 0     |
| 9     | Rússia          |             |             |             |            |            | 3                     | 1                     | 2            |              | 3            |              | 8     | 1     | 0     |
| 8     | Espanya         | 1           |             |             |            |            | 2                     | 1                     | 2            |              | 2            |              | 7     | 1     | 0     |
| 8     | Austràlia       |             | 1           |             |            |            |                       | 1                     | 1            | 2            | 1            | 2            | 2     | 6     | 0     |
| 8     | Països Baixos   |             | 1           |             |            |            |                       | 1                     |              |              | 2            | 4            | 2     | 6     | 0     |
| 7     | Itàlia          |             |             |             |            |            | 1                     |                       | 2            |              | 1            | 3            | 4     | 3     | 0     |
| 5     | Mèxic           |             |             |             |            |            |                       | 2                     |              | 1            |              | 2            | 0     | 5     | 0     |
| 5     | Kazakhstan      |             |             |             |            |            |                       |                       | 1            |              | 1            | 3            | 2     | 3     | 0     |
| 4     | Alemanya        |             |             | 1           |            |            |                       |                       | 1            | 1            | 1            |              | 2     | 1     | 1     |
| 4     | Polònia         |             |             |             |            |            | 1                     | 1                     |              |              | 1            | 1            | 2     | 2     | 0     |
| 4     | Nova Zelanda    |             |             |             |            |            |                       |                       |              |              |              | 4            | 0     | 4     | 0     |
| 3     | Brasil          |             |             | 1           |            |            |                       |                       |              | 1            |              | 1            | 0     | 2     | 1     |
| 3     | Índia           |             |             |             |            |            |                       | 1                     |              |              |              | 2            | 0     | 3     | 0     |
| 3     | El Salvador     |             |             |             |            |            |                       | 1                     |              |              |              | 2            | 0     | 3     | 0     |
| 3     | Àustria         |             |             |             |            |            |                       |                       |              | 1            |              | 2            | 0     | 3     | 0     |
| 2     | Finlàndia       |             |             | 1           |            |            |                       |                       |              |              |              | 1            | 0     | 1     | 1     |
| 2     | Mònaco          |             |             |             |            |            |                       | 1                     |              |              |              | 1            | 0     | 2     | 0     |
| 2     | Xile            |             |             |             |            |            |                       |                       |              |              | 2            |              | 2     | 0     | 0     |
| 2     | Grècia          |             |             |             |            |            |                       |                       |              |              | 1            | 1            | 1     | 1     | 0     |
| 2     | Bèlgica         |             |             |             |            |            |                       |                       |              |              |              | 2            | 0     | 2     | 0     |
| 2     | Equador         |             |             |             |            |            |                       |                       |              |              |              | 2            | 0     | 2     | 0     |
| 1     | Canadà          |             |             |             |            |            |                       |                       | 1            |              |              |              | 1     | 0     | 0     |
| 1     | Corea del Sud   |             |             |             |            |            |                       |                       |              |              | 1            |              | 1     | 0     | 0     |
| 1     | Dinamarca       |             |             |             |            |            |                       |                       |              |              | 1            |              | 1     | 0     | 0     |
| 1     | Noruega         |             |             |             |            |            |                       |                       |              |              | 1            |              | 1     | 0     | 0     |
| 1     | R.P. de la Xina |             |             |             |            |            |                       |                       |              |              | 1            |              | 1     | 0     | 0     |
| 1     | Eslovènia       |             |             |             |            |            |                       |                       |              |              |              | 1            | 0     | 1     | 0     |
| 1     | Sud-àfrica      |             |             |             |            |            |                       |                       |              |              |              | 1            | 0     | 1     | 0     |
| 1     | Suïssa          |             |             |             |            |            |                       |                       |              |              |              | 1            | 0     | 1     | 0     |
| 1     | Ucraïna         |             |             |             |            |            |                       |                       |              |              |              | 1            | 0     | 1     | 0     |

## Rànquings

### Individual
| Rànquing individual ATP 2023 | Rànquing individual ATP 2023 | Rànquing individual ATP 2023 | Rànquing individual ATP 2023 | Rànquing individual ATP 2023 | Rànquing individual ATP 2023 |
| Pos.                         | Tennista                     | Punts                        | Torneigs                     | Ant.                         | Mov.                         |
| ---------------------------- | ---------------------------- | ---------------------------- | ---------------------------- | ---------------------------- | ---------------------------- |
| 1                            | Novak Đoković                | 11.245                       | 18                           | 5                            | 4                            |
| 2                            | Carlos Alcaraz               | 8.855                        | 18                           | 1                            | 1                            |
| 3                            | Daniïl Medvédev              | 7.600                        | 22                           | 7                            | 4                            |
| 4                            | Jannik Sinner                | 6.490                        | 23                           | 15                           | 11                           |
| 5                            | Andrei Rubliov               | 4.805                        | 25                           | 8                            | 3                            |
| 6                            | Stéfanos Tsitsipàs           | 4.235                        | 24                           | 4                            | 2                            |
| 7                            | Alexander Zverev             | 3.985                        | 27                           | 12                           | 5                            |
| 8                            | Holger Rune                  | 3.660                        | 23                           | 11                           | 3                            |
| 9                            | Hubert Hurkacz               | 3.245                        | 24                           | 10                           | 1                            |
| 10                           | Taylor Fritz                 | 3.100                        | 26                           | 9                            | 1                            |
| 11                           | Casper Ruud                  | 2.825                        | 24                           | 3                            | 8                            |
| 12                           | Alex de Minaur               | 2.740                        | 24                           | 24                           | 12                           |
| 13                           | Tommy Paul                   | 2.665                        | 26                           | 32                           | 19                           |
| 14                           | Grigor Dimitrov              | 2.570                        | 32                           | 28                           | 14                           |
| 15                           | Karén Khatxànov              | 2.520                        | 27                           | 20                           | 5                            |
| 16                           | Frances Tiafoe               | 2.310                        | 25                           | 19                           | 3                            |
| 17                           | Ben Shelton                  | 2.145                        | 21                           | 97                           | 80                           |
| 18                           | Cameron Norrie               | 1.940                        | 28                           | 14                           | 4                            |
| 19                           | Nicolás Jarry                | 1.810                        | 28                           | 153                          | 134                          |
| 20                           | Ugo Humbert                  | 1.765                        | 25                           | 86                           | 66                           |

#### Evolució número 1
| Tennista       | Data           | Setmanes |
| -------------- | -------------- | -------- |
| Carlos Alcaraz | Final 2022     | 4        |
| Novak Đoković  | 30 de gener    | 7        |
| Carlos Alcaraz | 20 de març     | 2        |
| Novak Đoković  | 3 d'abril      | 7        |
| Carlos Alcaraz | 22 de maig     | 3        |
| Novak Đoković  | 12 de juny     | 2        |
| Carlos Alcaraz | 26 de juny     | 11       |
| Novak Đoković  | 11 de setembre | 16       |

### Dobles
| Rànquing dobles ATP 2023 | Rànquing dobles ATP 2023 | Rànquing dobles ATP 2023 | Rànquing dobles ATP 2023 | Rànquing dobles ATP 2023 | Rànquing dobles ATP 2023 |
| Pos.                     | Tennista                 | Punts                    | T.                       | Ant.                     | Mov.                     |
| ------------------------ | ------------------------ | ------------------------ | ------------------------ | ------------------------ | ------------------------ |
| 1                        | Austin Krajicek          | 7.130                    | 23                       | 10                       | 9                        |
| 2                        | Ivan Dodig               | 6.620                    | 21                       | 9                        | 7                        |
| 3                        | Rohan Bopanna            | 6.390                    | 22                       | 19                       | 16                       |
| 4                        | Matthew Ebden            | 6.390                    | 25                       | 26                       | 22                       |
| 5                        | Horacio Zeballos         | 6.307                    | 21                       | 14                       | 9                        |
| 6                        | Rajeev Ram               | 6.290                    | 24                       | 3                        | 3                        |
| 6                        | Joe Salisbury            | 6.290                    | 24                       | 4                        | 2                        |
| 8                        | Wesley Koolhof           | 6.170                    | 23                       | 1                        | 7                        |
| 9                        | Neal Skupski             | 6.170                    | 24                       | 1                        | 8                        |
| 10                       | Marcel Granollers        | 6.127                    | 22                       | 17                       | 7                        |
| 11                       | Santiago González        | 5.830                    | 28                       | 28                       | 17                       |
| 11                       | É. Roger-Vasselin        | 5.830                    | 28                       | 32                       | 21                       |
| 13                       | Máximo González          | 4.290                    | 26                       | 45                       | 32                       |
| 13                       | Andrés Molteni           | 4.290                    | 26                       | 38                       | 25                       |
| 15                       | Hugo Nys                 | 3.885                    | 31                       | 41                       | 26                       |
| 16                       | Jamie Murray             | 3.850                    | 28                       | 36                       | 20                       |
| 16                       | Michael Venus            | 3.850                    | 28                       | 16                       | =                        |
| 18                       | Jean-Julien Rojer        | 3.840                    | 24                       | 6                        | 12                       |
| 19                       | Marcelo Arévalo          | 3.840                    | 25                       | 6                        | 13                       |
| 20                       | Jan Zielinski            | 3.840                    | 28                       | 34                       | 14                       |

| Rànquing equips ATP 2023 | Rànquing equips ATP 2023            | Rànquing equips ATP 2023 | Rànquing equips ATP 2023 | Rànquing equips ATP 2023 | Rànquing equips ATP 2023 |
| Pos.                     | Parella                             | Punts                    | T.                       | Ant.                     | Mov.                     |
| ------------------------ | ----------------------------------- | ------------------------ | ------------------------ | ------------------------ | ------------------------ |
| 1                        | Ivan Dodig Austin Krajicek          | 6.530                    |                          | 6                        | 5                        |
| 2                        | Rohan Bopanna Matthew Ebden         | 6.390                    |                          | –                        | Augment                  |
| 3                        | Rajeev Ram Joe Salisbury            | 6.322                    |                          | 2                        | 1                        |
| 4                        | Wesley Koolhof Neal Skupski         | 6.260                    |                          | 1                        | 3                        |
| 5                        | Marcel Granollers Horacio Zeballos  | 6.127                    |                          | 7                        | 2                        |
| 6                        | Santiago González É. Roger-Vasselin | 5.920                    |                          | 22                       | 16                       |
| 7                        | Máximo González Andrés Molteni      | 4.380                    |                          | 56                       | 49                       |
| 8                        | Nathaniel Lammons Jackson Withrow   | 4.025                    |                          | 32                       | 24                       |
| 9                        | Hugo Nys Jan Zielinski              | 3.937                    |                          | 19                       | 10                       |
| 10                       | Jamie Murray Michael Venus          | 3.850                    |                          | 44                       | 34                       |

#### Evolució número 1
| Tennista/es                 | Data           | Setmanes |
| --------------------------- | -------------- | -------- |
| Wesley Koolhof Neal Skupski | Final 2022     | 2        |
| Rajeev Ram                  | 16 de gener    | 2        |
| Wesley Koolhof Neal Skupski | 30 de gener    | 3        |
| Rajeev Ram                  | 20 de febrer   | 2        |
| Wesley Koolhof Neal Skupski | 6 de març      | 14       |
| Austin Krajicek             | 12 de juny     | 1        |
| Wesley Koolhof Neal Skupski | 19 de juny     | 1        |
| Austin Krajicek             | 26 de juny     | 3        |
| Wesley Koolhof Neal Skupski | 17 de juliol   | 6        |
| Neal Skupski                | 28 d'agost     | 2        |
| Austin Krajicek             | 11 de setembre | 16       |

## Guardons
- ATP Player of the Year: Novak Đoković[2]
- ATP Doubles of the Year: Ivan Dodig i Austin Krajicek[2]
- ATP Most Improved Player of the Year: Jannik Sinner[3][2]
- ATP Comeback Player of the Year: Jan-Lennard Struff[4][2]
- ATP Newcomer of the Year: Arthur Fils[5][2]
- ATP Coach of the Year: Darren Cahill i Simone Vagnozzi (entrenador de Jannik Sinner)[6][2]
- Stefan Edberg Sportsmanship Award: Carlos Alcaraz[7][2]
- Arthur Ashe Humanitarian Award: Felix Auger-Aliassime[2]
- Fans' Favourite Award (individual): Jannik Sinner[8][2]
- Fans' Favourite Award (dobles): Karén Khatxànov i Andrei Rubliov[9][2]
- Tim Gullikson Career Coach Award: José Higueras[2]
- Ron Bookman Media Excellence Award: L'Équipe[2]
- ATP Tournaments Of The Year[10][2]
  - ATP Masters 1000 Tournament of the Year: BNP Paribas Open (Indian Wells)
  - ATP 500 Tournament of the Year: cinch Championships (Londres)
  - ATP 250 Tournament of the Year: Nordea Open (Båstad)

## Retirades
- Pablo Andújar (23 de gener de 1986)[11][12][13]
- Matthias Bachinger (2 d'abril de 1987)
- Thomaz Bellucci (30 de desembre de 1987)[14][12]
- Juan Sebastián Cabal (25 d'abril de 1986)[11][15]
- Jérémy Chardy (12 de febrer de 1987)[14][12][16]
- Robert Farah (20 de gener de 1987)[11][15]
- Peter Gojowczyk (15 de juliol de 1989)[11][12]
- Treat Huey (28 d'agost de 1985)[14][12][17]
- John Isner (26 d'abril de 1985)[14][18]
- Malek Jaziri (20 de gener de 1984)[11][12]
- Feliciano López (29 de setembre de 1981)[11][19][20]
- Oliver Marach (16 de juliol de 1980)[14][12]
- Guido Pella (17 de maig de 1990)[11][21]
- Jack Sock (24 de setembre de 1992)[14][22]
- Pedro Sousa (27 de maig de 1988)[11][23]
- Yūichi Sugita (18 de setembre de 1988)
- Mikael Ymer (9 de setembre de 1998)[24]

## Distribució de punts
| Categoria                       | G                     | F                    | SF                  | QF                                                                                               | R16                                                                                              | R32                                                                                              | R64                                                                                              | R128                                                                                             | Q                                                                                                | Q3                                                                                               | Q2                                                                                               | Q1                                                                                               |
| Grand Slam (128I)               | 2000                  | 1200                 | 720                 | 360                                                                                              | 180                                                                                              | 90                                                                                               | 45                                                                                               | 10                                                                                               | 25                                                                                               | 16                                                                                               | 8                                                                                                | 0                                                                                                |
| Grand Slam (64D)                | 2000                  | 1200                 | 720                 | 360                                                                                              | 180                                                                                              | 90                                                                                               | 0                                                                                                | –                                                                                                | 25                                                                                               | –                                                                                                | 0                                                                                                | 0                                                                                                |
| ATP Finals (8I/8D)              | 1500 (max) 1100 (min) | 1000 (max) 600 (min) | 600 (max) 200 (min) | 200 per cada victòria a la fase Round Robin +400 victòria a semifinals, +500 victòria a la final | 200 per cada victòria a la fase Round Robin +400 victòria a semifinals, +500 victòria a la final | 200 per cada victòria a la fase Round Robin +400 victòria a semifinals, +500 victòria a la final | 200 per cada victòria a la fase Round Robin +400 victòria a semifinals, +500 victòria a la final | 200 per cada victòria a la fase Round Robin +400 victòria a semifinals, +500 victòria a la final | 200 per cada victòria a la fase Round Robin +400 victòria a semifinals, +500 victòria a la final | 200 per cada victòria a la fase Round Robin +400 victòria a semifinals, +500 victòria a la final | 200 per cada victòria a la fase Round Robin +400 victòria a semifinals, +500 victòria a la final | 200 per cada victòria a la fase Round Robin +400 victòria a semifinals, +500 victòria a la final |
| ATP Tour Masters 1000 (96I)     | 1000                  | 600                  | 360                 | 180                                                                                              | 90                                                                                               | 45                                                                                               | 25                                                                                               | 10                                                                                               | 16                                                                                               | –                                                                                                | 8                                                                                                | 0                                                                                                |
| ATP Tour Masters 1000 (56I/48I) | 1000                  | 600                  | 360                 | 180                                                                                              | 90                                                                                               | 45                                                                                               | 10                                                                                               | –                                                                                                | 25                                                                                               | –                                                                                                | 16                                                                                               | 0                                                                                                |
| ATP Tour Masters 1000 (32D)     | 1000                  | 600                  | 360                 | 180                                                                                              | 90                                                                                               | 0                                                                                                | –                                                                                                | –                                                                                                | –                                                                                                | –                                                                                                | –                                                                                                | –                                                                                                |
| ATP Tour 500 (48I)              | 500                   | 300                  | 180                 | 90                                                                                               | 45                                                                                               | 20                                                                                               | 0                                                                                                | –                                                                                                | 10                                                                                               | –                                                                                                | 4                                                                                                | 0                                                                                                |
| ATP Tour 500 (32I)              | 500                   | 300                  | 180                 | 90                                                                                               | 45                                                                                               | 0                                                                                                | –                                                                                                | –                                                                                                | 20                                                                                               | –                                                                                                | 10                                                                                               | 0                                                                                                |
| ATP Tour 500 (16D)              | 500                   | 300                  | 180                 | 90                                                                                               | 0                                                                                                | –                                                                                                | –                                                                                                | –                                                                                                | 45                                                                                               | –                                                                                                | 25                                                                                               | 0                                                                                                |
| ATP Tour 250 (48I)              | 250                   | 150                  | 90                  | 45                                                                                               | 20                                                                                               | 10                                                                                               | 0                                                                                                | –                                                                                                | 5                                                                                                | –                                                                                                | 3                                                                                                | 0                                                                                                |
| ATP Tour 250 (32I/28I)          | 250                   | 150                  | 90                  | 45                                                                                               | 20                                                                                               | 0                                                                                                | –                                                                                                | –                                                                                                | 12                                                                                               | –                                                                                                | 6                                                                                                | 0                                                                                                |
| ATP Tour 250 (16D)              | 250                   | 150                  | 90                  | 45                                                                                               | 0                                                                                                | –                                                                                                | –                                                                                                | –                                                                                                | –                                                                                                | –                                                                                                | –                                                                                                | –                                                                                                |